# Bairro dos Alvarengas
O Bairro dos Alvarengas é um bairro do município de São Bernardo do Campo. Localiza-se em uma área distante do centro da cidade, é banhado pela represa Billings e está próximo da Reserva Florestal do município de Diadema. Neste bairro está localizada uma sede comercial da Nestlé, o Colégio Termomecânica e Faculdade de Tecnologia Termomecânica (Centro Educacional da Fundação Salvador Arena), o Clube da Ford e o  Hospital de Clínicas de São Bernardo do Campo além de empresas de médio e pequeno porte.